# Katarzyna Wtorkowska
Katarzyna Wtorkowska (ur. 26 kwietnia 1984) – polska judoczka.
Była zawodniczka AZS UW Warszawa (1997–2013). Srebrna medalistka zawodów pucharu Europy w Boras 2012. Dwukrotna brązowa medalistka mistrzostw Polski w kategorii do 78 kg (2011, 2012). Mistrzyni Polski kadetek (2000).